# István Váncza
István Váncza (28 aprile 1999) è un lottatore ungherese specializzato nella lotta greco-romana.

## Palmarès
- Europei

Budapest 2022: argento nei 67 kg.